# Україна. Історія катастроф
«Україна. Історія катастроф» — цикл документальних фільмів 2011 року, присвячених трагічним подіям та катастрофам, що сталися в Україні за період з моменту здобуття незалежності України у 1991 році до 2011 рік.
Цикл «Україна. Історія катастроф» складається з ексклюзивного архівного відео, елементів реконструкції, емоцій, спогадів і розповідей живих людей. Кожен випуск присвячений одній темі, над ним працює окрема сценарна група. У числі перших тем циклу: потопи на Західній України, Скнилівська трагедія, епідемія в Болеславчику та інші.
Головний режисер проекту Тетяна Терещенко: «Про катастрофи чимало говорять в різних випусках новин. При цьому за кадром залишилися людські історії, долі реальних людей, що потрапили в епіцентр тієї чи іншої біди і пережили її. Ніхто не знає, як склалося їхнє життя далі, чим вони живуть сьогодні, чи змогли вони забути ті страшні події. Наші знімальні групи спілкуються з цими людьми, щоб побачити історію їхніми очима».
Усього цикл нараховує 8 випусків.
01. Потоп
02. Гетто для тварин
03. Сакура у диму
04. Подвійний удар
05. Чорнобиль. Загублений світ
06. Останній спуск
07. Смертельна лабораторія
08. Криваве небо

## Див також
- Списки катастроф